# Никола Икономов (юрист)
Никола Иванов (Попиванов) Икономов е български юрист и просветен деец от Южна Македония.

## Биография
Никола Икономов е роден в 1876 година в неврокопското село Каракьой, тогава в Османската империя, днес Катафито, Гърция, в семейството на иконом поп Иван и Мария (1834 - 1912). Завършва III гимназиален клас в Сяр, след което учи V и VI реален клас в 1894/1895 година и част от VII клас в Солунската българска мъжка гимназия. В средата на 1897 година се мести в Софийската мъжка гимназия, където се дипломира. От учебната 1897/1898 година преподава в Неврокоп.
През 1907 година влиза с изпит в новооткритото юридическо училище Хукук мектеби в Солун, след което практикува като адвокат.